# Erica perrieri
Erica perrieri är en ljungväxtart som beskrevs av L. J. Dorr och E.G.H. Oliver. Erica perrieri ingår i släktet klockljungssläktet, och familjen ljungväxter. Inga underarter finns listade i Catalogue of Life.